# محمد ميسوري
محمد ميسوري  (باللغات الأمازيغية: ⵎoⵀⴰⵎⴻⴷ ⵎⵉⵙⵙoⵓⵔⵉ) هو ملاكم جزائري دولي ولد يوم 7 ديسمبر 1947م بالثنية في ولاية بومرداس بالجزائر.

## النشأة
كان ميلاد «محمد ميسوري» بتاريخ 7 ديسمبر 1947م في قرية مرشيشة جنوب بلدية ثنية بني عائشة في ولاية بومرداس الحالية.
فنشأ أثناء الاحتلال الفرنسي للجزائر في منطقة آيث عيشة ضمن عروش زواوة ليكون شاهدا على اندلاع ثورة تحرير الجزائر في 1 نوفمبر 1954م.
ومباشرة بعد انعقاد مؤتمر الصومام في 20 أوت 1956م، شرع جيش الاحتلال الفرنسي في تدمير قرى منطقة القبائل، فوصلت آلات الإبادة إلى قرية مرشيشة خلال فصل شتاء 1957م ليتم تهجير ما تبقى من القرويين إلى محتشدات فرنسية.
وعاش «محمد ميسوري» طفولته من سن السابعة إلى غاية سن السادسة عشر تحت آلام القهر الفرنسي في منطقة عرش آيث عيشة التي أحصت أكثر من 1 000 شهيد أثناء ثورة التحرير الجزائرية إلى غاية استقلال الجزائر في 1962م.

## المسار الرياضي
حاز الملاكم «محمد ميسوري» على لقب «بطل الملاكمة في الجزائر» خلال تسع مرات طيلة مساره الرياضي في فن الملاكمة.
فنال لقب «البطل المغاربي في الملاكمة» خلال عام 1973م، ثم نال لقب «البطل العربي في الملاكمة» خلال عام 1974م.
ثم نال الميدالية الذهبية في تخصص الملاكمة أثناء الألعاب المتوسطية في 1975 [الفرنسية] أثناء منازلة في قاعة حسن حرشة [الفرنسية] داخل مدينة الجزائر، وذلك في مواجهة الملاكم المصري خليل علي خالتي الذي صرعه بالضربة القاضية.
ثم نال الميدالية الذهبية في تخصص الملاكمة أثناء الألعاب الإفريقية في 1978 [الفرنسية] أثناء منازلة في مدينة الجزائر.
وقد شارك الملاكم «محمد ميسوري» خلال العقد الممتد من 1969م إلى 1979م في 139 منازلة ملاكمة ضمن المنافسات الوطنية الجزائرية وكذلك الدولية.
ففاز في 139 منازلة، وانهزم في 13 منازلة، في تعادل في منازلتين اثنتين فقط.

## التقاعد والتدريب
حينما تقاعد الملاكم «محمد ميسوري» من الممارسة الرياضية، تحول نحو التدريب في فن الملاكمة بعدما تحصل على شهادات معترف بها، فواصل بذلك مساره الرياضي عبر تكوين الشباب الجزائري في فن الملاكمة.
فقام بالتحول من ملاكم إلى مدرب ملاكمة ليمارس هذا التعليم خلال خمس وعشرين عاما، حيث قام بالإشراف على فريق الملاكمة التابع لجهاز الدرك الوطني الجزائري.
كما قام بالإشراف كذلك على فريق الملاكمة التابع لسلك القوات البحرية الجزائرية.
وقام بالإشراف خلال عام 1994م على الفريق الوطني الجزائري للملاكمة العسكرية [الفرنسية] الذي شارك في الألعاب الدولية العسكرية [الفرنسية] آنذاك.

## المؤلفات

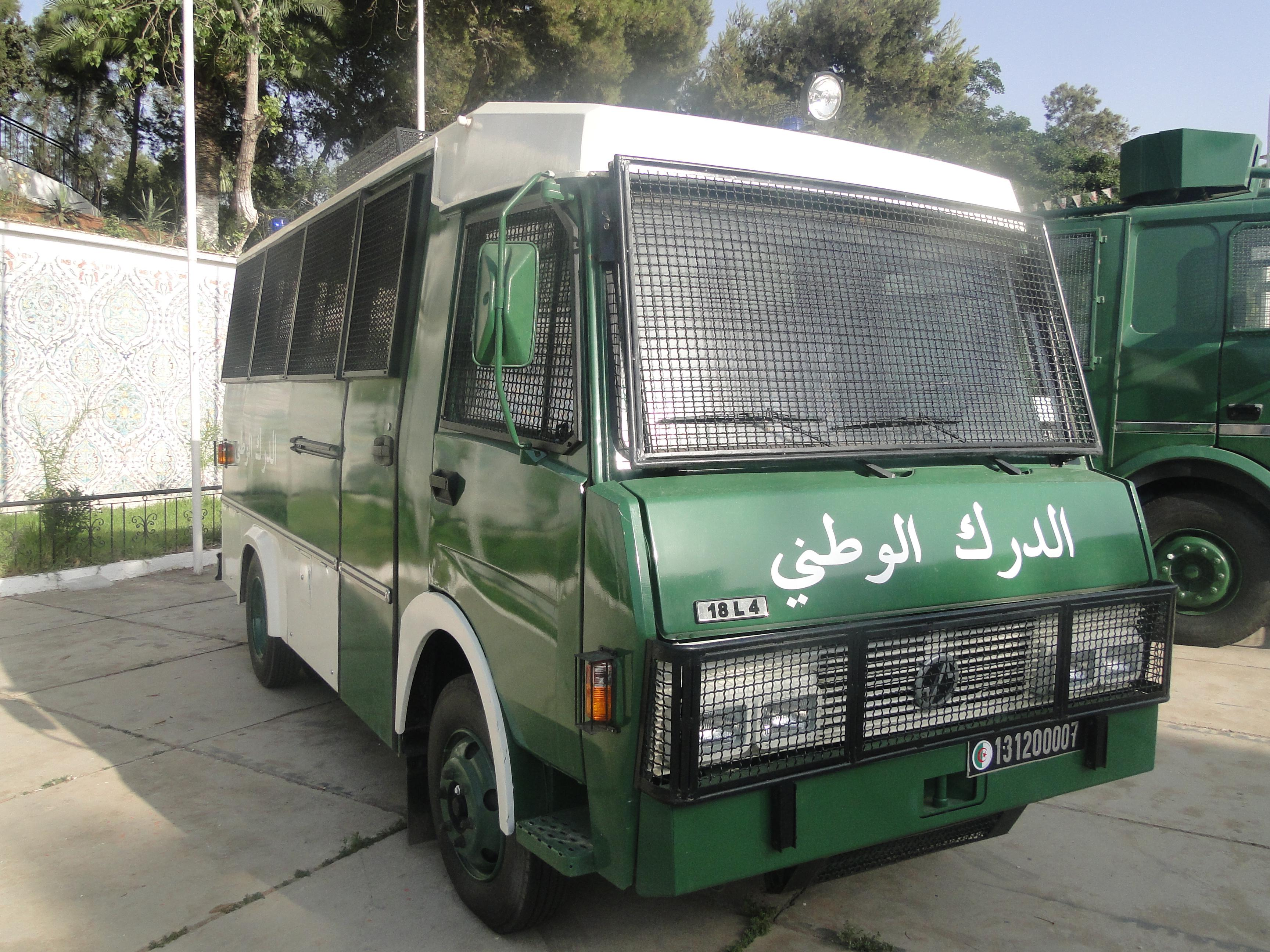
الدرك الوطني الجزائري

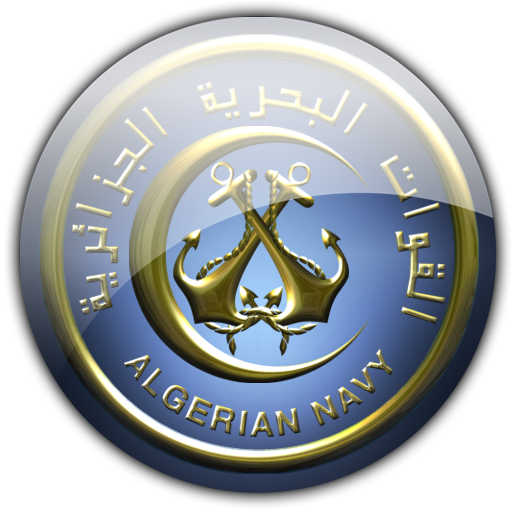
القوات البحرية الجزائرية

قام مدرب الملاكمة «محمد ميسوري» بتأليف العديد من الكتب والمساهمات حول رياضة الملاكمة في الجزائر وعبر العالم.

### الملاكمة، هذا الفن النبيل
نشر «محمد ميسوري» كتابا عنوانه «الملاكمة، هذا الفن النبيل» أين أورد أصول هذه الرياضة وتطورها عبر الزمن.
وجاء هذا الكتاب الذي طبعته «دار العرب» بدعم من وزارة الثقافة الجزائرية في حجم 300 صفحة تم فيها الإطلال على تاريخ الملاكمة من خلال الوثائق التاريخية والشهادات البشرية.
وكانت إشكالية «موهبة الملاكم: هل هي وراثية أم مكتسبة؟» من بين المواضيع التي تطرق إليها «محمد ميسوري» في كتابه، وقد أجاب عنها بأن الملاكم يجب أن تكون لديه خصائص ذاتية محددة وموهبة حقيقية ليستطيع التأسيس لمسار احترافي ناجح.
وانطلاقا مت تجربته الطويلة في الملاكمة والتدريب الرياضي، قام «محمد ميسوري» بمشاركة القراء جزء من التقنيات وطرق التدريب قصد تحضير الرياضيين لجولات الملاكمة.

### عمالقة
نشر «محمد ميسوري» كتابا آخر عنوانه «عمالقة» خلال عام 2009م أين أورد جزء من تاريخ الملاكمة الاحترافية في الجزائر وعبر العالم، وقد جاء هذا الكتاب في حجم فاق 300 صفحة.
وقد كان كتابه «عمالقة» سادس كتاب يُصدره «محمد ميسوري» في مسيرته ككاتب ومؤلف، وتم تقديم الكتاب من طرف وزير الشباب والرياضة الجزائري السابق سيد علي لبيب.
وكانت «دار العثمانية» هي التي طبعت كتاب «العمالقة» بدعم من وزارة الثقافة الجزائرية التي اقتنت أكثر من 2 000 نسخة منه لتوزيعها على مكاتب المراكز الثقافية عبر الجزائر.

## الوفاة
توفي مدرب الملاكمة «محمد ميسوري» في يوم الاثنين 29 جوان 2015م في مدينة الجزائر عن عمر ناهز 68 عاما.
وقد عانى في أواخر حياته من أعراض مرض عضال أنهك صحته، مما استلزم نقله إلى المستشفى العسكري في عين النعجة في ولاية الجزائر قصد الرعاية الصحية وإتمام العلاج.
وتم تشييع جنازته في يوم الثلاثاء 30 جوان 2015م بعد صلاة الظهر في مقبرة سيدي القاريدي ضمن بلدية القبة في الجزائر العاصمة.

## وصلات أخرى

### مواضيع ذات صلة
- قائمة أعلام الجزائريين
- ملاكمة
- الرياضة في الجزائر
- وزارة الشباب والرياضة الجزائرية
- الأصناف الرياضية
- الملاكمة أثناء الألعاب المتوسطية في 1975 [الفرنسية]
- ألعاب البحر الأبيض المتوسط 1975
- قاعة حسن حرشة [الفرنسية]
- الملاكمة أثناء الألعاب الإفريقية في 1978 [الفرنسية]
- الألعاب الأفريقية 1978
- الاحتياجات الخاصة
- ولاية بومرداس
- دائرة الثنية
- بلدية ثنية بني عائشة

### فيديوهات
- فيديو حول مدرب الملاكمة "محمد ميسوري " على يوتيوب